# Луговий Михайло Володимирович
Миха́йло Володи́мирович Лугови́й (27 червня 1964 — 17 жовтня 2017) — сержант Збройних сил України, учасник російсько-української війни.

## Життєпис
Народився 1964 року а місті Харків, де закінчив 8 класів школи № 88, вступив до ПТУ № 9, отримав спеціальність «слюсар літальних апаратів 4-го розряду». Працював водієм; захоплювався риболовлею й полюванням.
Після окупації Криму та початку бойових дій пішов у військкомат, неодноразово намагався потрапити в зону боїв добровольцем, однак у військкоматі відмовляли.
У серпні 2016 року підписав контракт — до закінчення особливого періоду. Сержант, командир відділення кулеметного взводу 2-го механізованого батальйону 92-ї бригади. Проходив службу у взводі матеріального забезпечення 1-го мехбату — на посаді начальника лазні. Вереснем 2017-го переведений до 2-го батальйону — кулеметником (ДШК), з огляду на бажання потрапити на передову. Своїм прикладом привів до 92-ї бригади зятя і племінника.
Загинув 17 жовтня 2017 року в пообідню пору у часі вогневого протистояння внаслідок обстрілу укріплень українських сил в районі міста Мар'їнка — у тому бою окупанти відкрили вогонь з мінометів, гранатометів та стрілецької зброї, вояки ЗСУ відповідали вогнем з автоматів і кулеметів.
Похований 19 жовтня 2017 року у Харкові.
Без Михайла лишилася дружина, донька та сестра.

## Нагороди та вшанування
- указом Президента України № 42/2018 від 26 лютого 2018 року «за особисту мужність і самовіддані дії, виявлені у захисті державного суверенітету та територіальної цілісності України, зразкового виконання військового обов'язку» — нагороджений орденом «За мужність» III ступеня (посмертно)[1]
- недержавним орденом «За мужність і відвагу» (липень 2017).